# ファオンティス
ファオンティスまたはファイオン (ラテン語: Phaontis, Phaion)またはファオン (英語: Phaon) は、ローマ皇帝ネロに従った解放奴隷であり、親友でもあった人物。ネロの最後の時に、アパフロディトス、ネオフュトゥス、スポルスと共に皇帝をローマ郊外の自分のヴィラに連れ出し、自殺させた。

## 人物
"Phaontis | Aug(usti) l(iberti) a rat(ionibus)"（ファオンティス、皇帝の解放された財務長官）と刻まれたアンフォラが見つかっており、ファオンティスはネロの財務長官の地位にあったと推測される。
ファオンティスはネロではなく、小ドミティア・レピダに解放された解放奴隷だった可能性もある。小ドミティア・レピダが54年に処刑されたとき、その財産やクリエンテスがネロに継承されたからである。ある碑文には、L・ドミティウス・ファイオン（L. Domitius Phaion) という記述がみられ、小ドミティア・レピダからノーメンを受け継いでいたことを示唆している。

## フィクション作品
1951年の映画クォ・ヴァディスでは、D・A・クラーク＝スミス演じるファオンティスがネロの建築家として描かれた。